# خيرية أبو لبن
خيرية أبو لبن (12 يناير 1992 -)، ممثلة سعودية. شاركت في العديد من الأعمال الفنية من أبرزها مسلسل «منهو ولدنا»، وفيلم «الهامور ح.ع».

## حياتها الفنية
بدأت مشوارها الفني خلال المسلسل الدرامي تكي الذي يتم عرضه خلال موقع اليوتيوب وقدمت منه بالموسم الأول 14 حلقة وحققت خلاله الشهرة حيث وصل الموسم الأول إلى 30 مليون مشاهدة، حيث اتجهت إلى تقديم البرامج بعام 2012 خلال برنامج «شلتنا» الذي عرض على قناة الآن واستمرت بالتمثيل والتقديم معا بعد ذلك.

## أعمالها

### من المسلسلات
| سنة الإنتاج | المسلسل             |
| ----------- | ------------------- |
| 2012        | تكي                 |
| 2013        | أنت طالق            |
| 2015        | تكي 2               |
| 2018        | التدوينة الأخيرة    |
| 2019        | يلا نسوق            |
| 2020        | أوريم               |
| 2021        | ممنوع التجول        |
| 2022        | من هو ولدنا         |
| 2024        | سقف الوالد          |
| 2025        | من الأحد إلى الخميس |

كما شاركت خلال مجموعة المسرحيات المصورة «مسرح السعودية» بعام 2019.

### الأفلام
| سنة الإنتاج | الفيلم      |
| ----------- | ----------- |
| 2023        | الهامور ح.ع |
| 2023        | عبد         |
| 2024        | جرس إنذار   |

## روابط خارجية
- خيرية أبو لبن على موقع IMDb (الإنجليزية)
- خيرية أبو لبن على موقع قاعدة بيانات الأفلام العربية
- خيرية أبو لبن على موقع قاعدة بيانات الفيلم (الإنجليزية)